# Autocesta S4 (Gruzija)
Autocesta S4 (još znana i kao Tbilisi-Red Bridge) je autocesta u Gruziji i jedna od najvažnijih brzih cesta u Gruziji koja povezuje glavni grad Tbilisi s gradom Red Biridge (azer. Qırmızı Körpü, gru. წითელი ხიდი) na azerbajdžanskoj granici. Duljina autoceste iznosi 57 kilometara (35 milja).  Nakon prelaska granice s Azerbajdžanom, autocesta nastavlja prema gradovima Gäncä i glavnom gradu Bakuu. Autocesta je dio europske rute E60 i europske rute P 117.